# Рованіон
Рованіон (синд. Rovanion — Дикі землі; у деяких перекладах також Глухомань, Порожні землі) — у легендаріумі Дж. Р. Р. Толкіна велика географічна область, розташована на північному сході земель, що описуються у повісті «Гобіт, або Туди і Звідти» та романі «Володар Перснів».

## Географія
Західна межа Рованіону — Гітаеглір (Імлисті гори), що відокремлюють його від Еріадору. На півночі Рованіон і Фородвайт розмежовують Еред-Метрін (Сірі гори) та Залізні пагорби. На сході кордон між Рованіоном і Руном проходить по річці Карнен (Рудь) до її впадіння в Келдуїн (Бистрицю) та по лівому березі річки Келдуїн до Рунного озера. Південна межа Рованіону — річка Лімлайт (Світлима), невисокі гори Емін-Майл, Мертві болота, рівнини Дагорладу (синд. Dagorlhad — Поле Битви) та Попелясті гори на кордоні з Мордором. Найбільші річки краю: Андуїн, Лісова, Бистриця, Карнен. Найбільші озера: Рунне та Довге, на якому розташоване місто Есгарот. Найбільші ліси: Морок-ліс та Лоріен. Найвищі гори: Гундабад в Імлистих горах та Еребор, біля якого знаходиться місто Дейл. На південь від Морк-лісу розташовані Бурі рівнини, а на південному сході на березі Рунного озера — родюча країна Дорвініон (синд. Dorvinion — земля Вина) зі своїми виноградниками, що веде торгівлю з Есгаротом на Довгому озері та ельфійським королівством у Морок-лісі. До вторгнення візників у 1856 році Третьої Епохи Дорвініон був провінцією Гондору, а після, швидше за все, став окремим королівством (за непідтвердженими даними, саме цим краєм, можливо, правив король Бладортін, чиє ім'я згадується у повісті «Гобіт»).

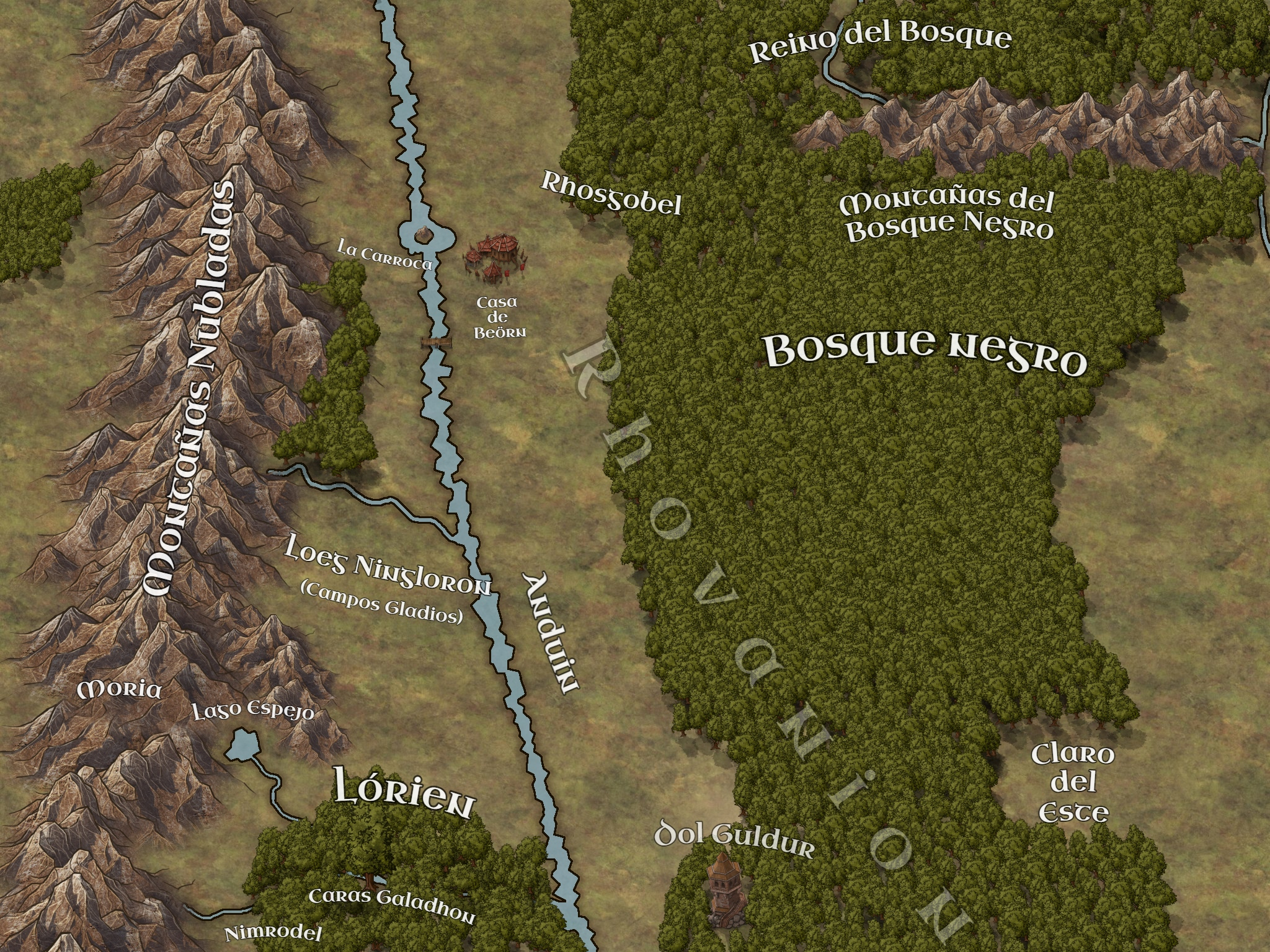

Клімат Рованіону, крім теплих південних земель, — суворо-континентальний з довгими морозними зимами.

## Історія

### Епоха дерев і Перша епоха
У Епоху Дерев ще до появи Сонця і Місяця через Рованіон услід за Ороме Мисливцем на Захід йшли ельдари. Під час Великого Походу на березі Андуіна від них відділилась частина ельфів — телерів, що вирішили оселитись там назавжди. Це були предки ельфів Морок — Лісу, Лоріену, Елделонда та Оссіріанду. Згодом, у Першу епоху після сходження на небі Сонця та Місяця у Рованіоні з'явились люди. Упродовж усієї Першої епохи ельфи й люди без турбот жили в цьому краї, оскільки Моргот та його прислужники мало цікавились землями поза межами Белеріанду.

### Друга епоха
У Другу епоху з земель, що загинули у Війні Гніву до Рованіона приходить багато синдарів та нолдорів, серед них Орофер, що заснував королівство у Великому Зеленоліссі та Амдір котрий став королем ельфів Ліндоренана (з середини Другої епохи Лоріен). Також у краї оселилась частина аданів, котрі не захотіли переселятись до Нуменору, вони змішуються з наявними там людьми і дають початок людським народам Рованіону. Це були предки беорнінгів (назва походить від імені їхнього вождя Беорна -Перевертня, що жив наприкінці Третьої епохи і згадується у повісті «Гобіт або Туди й Назад»), лісорубів Морок — Лісу, народів Дейлу та Есгароту, Нортів, рогірімів та інших племен Півночі. Значна частина території краю перебувала під впливом короля Гіл — Галада. На землях південніше Великого Зеленолісся розкинулися сади, котрі доглядали жінки ентів.
У час Війни Останнього Союзу відбулась велика битва на полях Дагорладу. На той час люди, гноми, тварини і птахи розділились і бились між собою. Тільки ельфи були одностайні і йшли за Гіл-Галадом (та ще й орки з тролями, що бились на боці Темряви). Гномів з обох боків було небагато, але народ Дьюрина боровся проти Саурона. В цій битві загинули королі Орофер та Амдір. У ході війни сади на лівому березі Андуіна було знищено, а жінки ентів зникли безвісти.

### Третя епоха
У 2 році Третьої епохи Ісілдур повертався в Арнор разом із Перснем Саурона і потрапив у засідку орків у Оболоні (Ірисній Низовині). Військо його було знищене, а сам він намагався перепливти Андуін і був зраджений Перснем, що зіскочив з пальця. Орки побачили Ісілдура і вбили його своїми стрілами.
Через тисячу років у цій місцевості оселились хвати — представники одного з племен гобітів. Представник цього племені Деагорл знайшов Перстень і був убитий своїм одноплемінником Смеагорлом за відмову віддати Перстень йому.
Південні землі Рованіона перебували під владою Гондору. У Великому Зеленоліссі став правити син Орофера Трандуіл, а у Лоріені син Амдіра Амрот.
Близько 1100 р. Т. Е. Саурон оселився на півдні Великого Зеленолісся, що відтоді стало називатися Морок — Лісом, після цього хвати втекли з долини Андуіну в Еріадор .

### Королівство Рованіон
У ХІІІ ст. Т. Е. один з вождів Півночі Відугавія оголосив себе королем Рованіону, хоч він правив тільки землями між Морок — Лісом та річкою Келдуін (Бистриця). У 1250 р. король Гондору Ромендакіл ІІ відправив свого сина Валакара послом до Відугавії. Валакару сподобався північний край та його народ, і через кілька років він одружився з Відумавою, дочкою Відугавії. У них народився син Вінітарія більш відомий під ім'ям Ельдакар. Однак цей шлюб викликав невдоволення багатьох знатних гондорців, що боялися короткотривалості життя спадкоємців, оскільки королева була не з дунедайнів. Це стало причиною кривавої громадянської війни і Ельдакар 10 років прожив у вигнанні в Рованіоні, однак згодом повернув собі трон.
Близько 1636—1637 рр. Т. Е. Велика моровиця охопила Гондор, Еріадор та Рованіон. Від чуми померла більшість населення в Ітіліені, майже все населення в Кардолані та Осгіліаті. Взимку 1636—1637 рр. моровиця забрала життя половини представників племен Півночі та їхніх табунів коней. Становище рованіонців було ускладнене тим, що їх лікарі не мали таких високих знань як у Гондорі. Східнян вочевидь епідемія також зачепила, тому вони не скористалися ослабленням Рованіону та Гондору.
Тільки через двісті років з земель Рун розпочалось вторгнення людей возів. У 1856 р. на берегах Андуіна битві з ними загинули нащадок Відугавії Мархарі та король Гондору Намаркіл ІІ. Кочовики захопили схід та південь Рованіона, знищивши або перетворивши на рабів населення краю. Гондор втратив свої землі на лівому березі Андуіна, крім Ітіліена. Одна частина населення півночі втекла на північ і змішалася зі спорідненим населенням Дейла. Інша частина на чолі з Мархвіні сином Мархарі об'єдналась з гондорцями і завдали їм удару на полях Дагорладу у 1899 р. Т. Е. Раби візників підняли повстання, однак більшість повсталих загинули в бою з жінками та підлітками, котрі також добре володіли зброєю. Повстанці Мархвіні вже не повернулись до своїх домівок, а відійшли долину Андуіну, у 1977 р. нащадок Мархвіні Фрумгар відвів їх у верхів'я річки, де заснував королівство Еотеод.
Землі Рованіону перебували в руках візників до їх поразки від Південної армії Гондору на чолі з генералом Еарнілом у 1944 р.

### Рованіон після розгрому візників
У 1981 р. в Казад-Думі пробудився балрог. Багато ельфів Лоріену тікають за море. Серед них Амрот і Німродель. В дорозі Німродель загубилася, а Амрот загинув у водах затоки Белфалас. Відтоді Лоріеном правлять Галадріель та Келеборн.
У 1999 р. король гномів Трайн І засновує Підгірне королівство на Ереборі.
У 2210 р. Торін І зі своїм народом покидає Еребор і йде у Сірі гори.
У 2500 рр. у землях східного Рованіона оселяються нові кочовики балкоти, що розорюють гондорську провінцію Каленардон. На допомогу Гондору приходять еотеоди на чолі з Еорлом Юним, у 2510 вони розбивають балкотів і їх союзників орків на берегах Келебранта. Намісник Гондору Кіріон віддає Еорлу Каленардон, що відтоді став називатись Роганом.
У 2589 р. Даіна І вбив дракон. Гноми покидають Сірі гори, Трор з однією частиною народу повертається на Еребор, а його брат Грор з іншою — іде на Залізні пагорби.
У 2770 р. на Еребор нападає дракон Смауг Золотистий. Дейл зруйновано вцілілі гноми та люди тікають.
У 2941 р. Гандальф, Торін ІІ Дубощит, дванадцять гномів з його свити та гобіт Більбо Беггінс вирушають у похід за скарбами Еребора. Члени Білої Ради вибивають Саурона з Дол-Гулдура. Смауг загинув у битві з мешканцями Есгарота. Після Битви П'яти армій, в якій Торін ІІ зазнав смертельного поранення, Даін ІІ Залізний Чобіт став королем під горою. Бард-лучник відбудовує Дейл.
У березні 3019 р. східняни нападають на Дейл. В битві з ними гинуть королі Дейлу та Еребору Бранд та Даін ІІ Залізний Чобіт. Гноми та люди ховаються в Ереборі. 27 березня вони під проводом Торіна ІІІ та Барда ІІ розбивають східнян.
Одночасно орки атакують Лоріен та ельфів Морок-Лісу. У квітні 3019 р. ельфи Лоріену і Морок-Лісу переходять у наступ, знищують орків і руйнують замок Дол-Гулдур. Морок-Ліс перейменовують на Ерін-Ласгален (Ліс Зеленолистя), у його південній частині оселяються ельфи з Лоріена.

### Четверта епоха
У Четверту епоху Рованіон заселяють люди. Ельфи покидають Лоріен, однак ще продовжують жити у Лісі Зеленолистя.